# Фальшивомонетчики (роман)
«Фальшивомонетчики» (фр. Les Faux-monnayeurs) — модернистский роман Андре Жида, опубликованный в 1925 году в журнале La Nouvelle Revue Française. Уже в следующем году вышел русский перевод А. А. Франковского. В книге использован ряд новаторских литературных приёмов, включая повествовательное многоголосье и технику «роман в романе», для обозначения которой Жид ввёл позаимствованный из словаря геральдики термин mise en abyme.
Жид считал «Фальшивомонетчиков» своим главным произведением и единственным «настоящим» романом. На призыв автора к радикальному реформированию традиционной структуры романа четверть века спустя откликнулись теоретики т. н. нового романа. В 2010 г. книга была впервые экранизирована.

## Сюжет
Бернар Профитандьё в 17 лет уходит из дома человека, которого всегда считал (ошибочно) своим отцом. Ночь он проводит у своего одноклассника Оливье. Вскоре товарищи знакомятся с именитыми литераторами: Бернар — с благородным и талантливым Эдуаром (дядей Оливье), а Оливье — с циничным и безнравственным графом де Пассаваном, который увозит его в путешествие по Средиземноморью.
Благодаря общению с Эдуаром юный Бернар взрослеет интеллектуально и нравственно. Эдуар устраивает его воспитателем в пансион Азаиса, а потом он возвращается в дом мнимого отца. Однокашника сменяет в качестве секретаря Эдуара его племянник Оливье, и это общение столь же благотворно действует на обоих.
Сюжет романа — крайне усложнённый и запутанный. Развращающее влияние на учеников оказывает бойкий Гери — племянник проходимца и фальшивомонетчика Струвилу, который связан с графом де Пассаваном. Подпав под губительное воздействие Гери, прямо на уроке стреляется Борис, внебрачный сын русской музыкантши. После этого пансион расформировывают.

## Темы
«Фальшивомонетчики» — книга полифоническая, калейдоскопическая, геометрическая, многогранная (вычеркнуть любую метафору на выбор). В ней 35 героев — учеников коллежей, студентов, писателей, девиц, мальчиков (особенно мальчиков!), которые сталкиваются друг с другом на улицах Парижа и все ищут одно и то же: средство ускользнуть от своей предначертанной судьбы, похожей на фальшивую монету.— Ф. Бегбедер
Роман изобилует примерами того, как разлаживаются отношения детей с родителями. В социальном плане основной темой романа является глубокий кризис и даже распад основной ячейки патриархального общества — семьи. Все гетеросексуальные связи в романе не приносят удовлетворения и делают их участников глубоко несчастными. Гомосексуальные связи, по мысли автора, тоже не гарантируют благополучия — приведены как позитивные (Эдуар), так и негативные (граф де Пассаван) примеры их воздействия на подрастающее поколение.
В эстетическом плане основная тема романа — кризис жанра романа и реалистической литературы в целом в условиях, когда трансцендентного абсолюта больше не существует и объективная реальность потеряла былую стабильность. По сюжету Эдуар пишет собственный роман с названием «Фальшивомонетчики». Приведённые в тексте выдержки из сочинения Эдуара представляют собой критику романа Жида. Действующие лица романа предаются обсуждению его структуры. Например, следующие слова Эдуара могли бы быть произнесены и самим Жидом:

Я создаю персонаж романиста, которого делаю центральной фигурой романа; и сюжетом книги, если угодно, как раз и является борьба между тем, что преподносит ему действительность, и тем, что он мечтает из этой действительности сделать.
Сквозная метафора романа — фальшивомонетничество, подделка реального — также выносится на обсуждение персонажей. На одном смысловом уровне фальшивомонетничество — это традиционный для литературы мимесис, который в современных условиях воспринимается скорее как пустая условность, нежели нечто глубоко осмысленное. На другом уровне фальшивомонетничество — это традиционная структура общества, основанная на утратившем былую функциональность институте семьи.

## Форма
Поскольку в романе нет главного героя и события показаны с разных ракурсов, некоторые критики восприняли плюралистический роман со множеством центров как попытку создания литературного эквивалента кубизма в живописи. Признавая, что современным миром правит закон относительности, Жид стремится освободить литературу от тирании традиции, в том числе и от диктата фигуры автора. Ему чужда идея авторского всеведения, идущая от Бальзака.
В то же время Жид избегает радикальных экспериментов и в целом почти не отходит от реалистической эстетики. Введение же в ткань романа отдельных элементов фантастической аллегории (фигура ангела) расценивается литературоведами как ход неудачный.
На следующий год после публикации романа Жид напечатал «Дневник „Фальшивомонетчиков“», который проливает дополнительный свет на эволюцию авторского замысла. В этом сочинении Жид рассуждает о необходимости свести роль автора в романе к минимуму, предоставив максимум творческой свободы читателю. Он также уподобляет свой роман трёхчастной фуге: сначала вступает один мотив (Бернар), потом к нему присоединяется другой (Оливье) и т.д.
В тексте самого романа Эдуар заявляет, что хотел бы сочинить нечто похожее на трактат И. С. Баха «Искусство фуги». На это ему возражают, что Бах «добился создания абстрактного шедевра скуки, некоего астрономического храма, куда могут проникнуть лишь немногие посвящённые». Подобные рассуждения позволяют отнести «Фальшивомонетчиков» к ранним образцам метапрозы.

## Использование сюжета
Один фрагмент из романа был принят за основу совместного либретто композитора и хореографа балета Л. Ф. Мясина на музыку В. А. Дукельского «Публичный сад», известный также под названием «Общественный сад», или «Общественные сады».